# Патті Гілл
Патті Гілл (англ. Patty Hill; 27 березня 1868 — 25 травня 1946) — американська педагогиня, авторка (разом із сестрою Мілдред) пісні «Happy Birthday to You».
У 1992 році посмертно Патті й Мілдред Гілл було внесено до Зали слави піснярів США.